# Incontri internazionali di rugby a 15 di metà anno 1979
A metà anno è tradizione che le selezioni di "rugby a 15", europee in particolare, ma non solo, si rechino fuori dall'Europa o nell'emisfero sud per alcuni test. Si disputano però anche molti incontri tra nazionali dello stesso emisfero Sud.
Nel 1979 fa colpo la doppia vittoria dell'Irlanda sull'Australia e la vittoria nel secondo match della Francia sulla Nuova Zelanda

## I Tour
- I due tour delle squadre inglesi:

- - La selezione inglese Under 23 scende sul continente per un tour in Francia ed Italia. La squadra inglese viene sconfitta dai pari età francesi malgrado una rimonta incredibile dopo il primo tempo chiuso sotto 24-3. Poi battono la selezione del Sud della Francia prima di recarsi in Italia per essere superati dalla nazionale maggiore italiana.
  - La nazionale maggiore si reca in tour in Giappone ed Isole Figi. Le partite non avranno valore ufficiale per la Rugby Football Union all'epoca restia a concedere il valore ufficiale a match contro squadre diverse da quelle impegnate nel "Cinque nazioni" o da Australia, Nuova Zelanda e Sudafrica. Saranno tutti facili più o meno facili su Giappone (21-19 e 38-18) , Figi (19-7) e Tonga (37-17)
- -  I New Zealand Maori, selezione di giocatori di etnia Maori, si imbarcano per un tour in Australia dove superano Queensland e pareggiano con New South Wales. Seguono tre successi contro le tre nazionali delle isole del Sud Pacifico.

| Suva 19 maggio 1979 | Figi | 13 – 19 | New Zealand Māori |  |

| Apia 22 maggio 1979 | Samoa | 3 – 26 | New Zealand Māori |  |

| Nuku'alofa 25 maggio 1979 | Tonga | 9 – 26 | New Zealand Māori |  |

- -  Irlanda in Australia:  nel 1979 la nazionale irlandese si recò in tour in Australia per una serie di incontri in cui affrontò varie selezioni locali e per due volte la nazionale australiana.

Fu un tour carico di grandi risultati per i verdi d'Irlanda: conquistarono 7 successi su 8 partite, con due vittorie contro l'Australia e solo una sconfitta contro una selezione di Sydney, in un incontro in cui gli irlandesi non schierarono i titolari.
| Brisbane 3 giugno 1979 | Australia | 12 – 27 | Irlanda | Ballymore Stadium |

| Sydney 13 giugno 1979 | Australia | 3 – 9 | Irlanda | Cricket ground |

- -  Francia in Nuova Zelanda: la nazionale Francese si reca nel sud Pacifico per un tour nel quale ottiene una vittoria ed una sconfitta contro la Nuova Zelanda È la squadra di Serge Blanco e Jean Pierre Rives.

| Christchurch 7 luglio 1979 | Nuova Zelanda | 23 – 9 | Francia |  |

| Auckland 14 luglio 1979 | Nuova Zelanda | 19 – 24 | Francia | Eden Park |

- -  Nuova Zelanda in Australia: brevissimo tour neozelandese in Australia (solo due partite). Nell'unico incontro ufficiale escono sconfitti dall'Australia che conquista la Bledisloe Cup.

| Sydney 28 luglio 1979 | Australia | 12 – 6 | Nuova Zelanda | Cricket Ground |

- -  Argentina in Nuova Zelanda: i "Pumas" visitano la Nuova Zelanda e perdono entrambi i match con gli All Blacks.

| Dunedin 8 settembre 1979 | Nuova Zelanda XV | 18 – 9 | Argentina | Carisbrook |

| Wellington 15 settembre 1979 | Nuova Zelanda XV | 15 – 6 | Argentina | Athletic Ground |

## Altri test
| Toronto 9 giugno 1979 | Canada | 19 – 12 | Stati Uniti |  |

| Buenos Aires 9 luglio 1979 | Argentina XV | 88 – 7 | Cile |  |

| Lautoka 23 agosto 1979 | Fiji Minor Unions | 18 – 45 | New Zealand Māori |  |

| Tokyo 24 settembre 1979 | Giappone | 19 – 28 | Università di Cambridge |  |

| Praga 29 settembre 1979 | Cecoslovacchia | 44 – 9 | Belgio |  |